# Содоку
Содо́ку — болезнь от укуса крыс; иногда мышей, кошек, собак, которые заражаются от крыс. Возбудитель — Spirillum minus Carter, 1987 (Spirochaeta morsus muris), Treponema japonicum, Spirocheaeta sodoku и др.
Толстая, короткая спирилла в 2—3 завитка, снабжена пучком жгутиков, расположенных битерминально. Движения стремительны, сходны с движениями вибриона. Патогенна для белых мышей, крыс и морских свинок. Спириллы вызывают некроз и воспалительную реакцию в месте укуса и, распространяясь по лимфатическим путям, вызывают региональный лимфаденит. В дальнейшем гематогенно заносятся во внутренние органы и поражают почки, надпочечники, яичники, печень и мозговые оболочки.
Заражение происходит при укусах. Спириллы попадают в ранку со слюной больных животных. Инкубационный период продолжается 10—14 дней, могут быть колебания от 3 дней до 2 месяцев. Начало болезни внезапное, иногда ему предшествует короткий продромальный период. Появляется озноб, температура повышается до 39—41°С, усиливаются боли в месте укуса, нередко возникает инфильтрат, который изъязвляется. Отмечаются сильные мышечные боли, психическое возбуждение. Температура держится 3—5 дней, после чего падает. Через 2—3 дня следует новый приступ, сменяющийся апраксией, и т. д. Со второго или третьего приступа появляется полиморфная сыпь, миозиты, артриты, воспалительные явления слизистых рта и глаз. Число приступов достигает 4—10, в затянувшихся случаях развивается анемия и кахексия. Болезнь хорошо поддается сальварсанотерапии; нелеченые случаи дают летальность около 10 %.
Резервуар инфекции — крысы, у которых болезнь принимает затяжное течение. Спириллы обнаруживаются в острой стадии заболевания в крови, позже в тканях и органах, в слизистой оболочке рта, выделяются со слюной. Кроме того спонтанные заболевания обнаружены у мышей, кошек, собак, которые заражаются от крыс. В Японии, где болезнь встречается чаще, хранителями инфекции являются полёвки.
Заболевание распространено повсеместно, но встречается редко, в виде спорадических случаев. Поражается в основном городское население.
Лабораторная диагностика базируется на микроскопических исследованиях и заражении восприимчивых животных. Спириллы хорошо видны при микроскопии в тёмном поле, но могут быть обнаружены и в окрашенных мазках.